# Mapania wallichii
Mapania wallichii är en halvgräsart som beskrevs av Charles Baron Clarke. Mapania wallichii ingår i släktet Mapania och familjen halvgräs. Inga underarter finns listade i Catalogue of Life.